# Vlaams Jeugdharmonie Orkest
Het Vlaams Jeugdharmonie Orkest (VJHO) is een orkest samengesteld uit een selectie van de beste jeugdmuzikanten van muziekverenigingen uit Vlaanderen. 

## Geschiedenis van het project
Begin 2014 begonnen de eerste gesprekken over de oprichting van een nieuw jeugdensemble dat werkt volgens een systeem dat in de Belgische contreien nog niet gekend was. Immers, al de muzikanten dienen reeds actief lid te zijn van een bestaande vereniging (harmonie, fanfare, brass-band enz.) vooraleer ze van het orkest deel kunnen uitmaken. 
In februari 2015 werd het startschot gegeven voor de eerste repetitie. Vijftig jonge muzikanten vormden de eerste lichting van het orkest.